# گاوچاق‌کن
گاوچاق‌کُن یا جــِزّه (نام علمی: Lactuca orientalis) نام گیاه علفی دوساله و چندساله است از تیره کاسنیان است.
سرده گاوچاق‌کن (Scariola) در ایران دو گونه دارد:
- گیاه گاوچاق‌کن (Scariola Orientalis)
- گاوچاق‌کن ترکه‌ای (Scariola viminea)

گیاه گاوچاق‌کن علاوه بر ایران در عراق، ترکمنستان، افغانستان و پاکستان نیز می‌روید.